# Victor de Lanneau
Pour les articles homonymes, voir Lanneau.
Pierre Antoine Victor de Lanneau de Marey (né le 24 décembre 1758 à Bard-lès-Époisses et mort le 31 mars 1830 à Paris) est un prêtre ayant quitté l'état clérical et un éducateur français, qui se lia à la franc-maçonnerie après sa rupture avec l'Église pendant la Révolution française.

## Biographie
Pierre Antoine Victor de Lanneau de Marey naît le 24 décembre 1758 au château de Bard-lès-Époisses.
Issu d'une famille de petite noblesse bourguignonne, il est tout d'abord orienté vers le métier des armes. Il étudie au Collège de La Flèche et à l'école militaire de Paris. Pour préserver une charge religieuse qu'elle détient, sa famille le fait entrer au séminaire sans qu'il ait de vocation religieuse. Il entre dans l'Ordre des théatins et devient professeur puis directeur du collège de Tulle. C'est à Tulle qu'il participe aux débuts de la Révolution. Membre fondateur de la Société des amis de la constitution, élu à la municipalité, il se heurte à l'évêque local.
Il quitte cette ville en 1791 pour seconder à Autun, en tant que vicaire épiscopal, le nouvel évêque de Saône-et-Loire Jean-Louis Gouttes. Dès le mois de mai 1791, il est président du club Jacobin de la ville. Il entre dans la municipalité à l'automne 1791 puis devient maire d'Autun en septembre 1792, succédant à Ferdinand Guillemardet, élu à la Convention. Ayant prêté serment à la Constitution, il se marie (Paris, août 1792) et abdique la prêtrise. Entre-temps, il achète des Biens nationaux. Jusqu'au 2 thermidor de l'an II, en tant que maire, puis procureur et agent national du district d'Autun, il y est le « leader » du parti révolutionnaire, menant une politique de déchristianisation accélérée. Il combat l'évêque constitutionnel Gouttes et est l'artisan de l'arrestation puis de la condamnation à l'échafaud de celui-ci.
Victor de Lanneau, ancien noble, ancien prêtre, devient suspect à son tour. Arrêté sous la Convention, le 2 thermidor an II, sept jours avant la chute de Robespierre, il est relâché rapidement, le 16 octobre 1794. Il quitte définitivement Autun, y laissant durablement un souvenir de sectaire sanglant. L'historien Marcel Dorigny constate la postérité mémorielle antagoniste entre le personnage réel, tel qu'il ressort de l'historiographie de la Révolution française dans le Morvan et la légende de l'éducateur, construite au milieu du XIXe siècle par l'un de ses élèves Louis-Marie Quicherat.
En 1795, il intègre le Grand Orient de France à Paris.
Il s’est toujours intéressé aux questions d’éducation, comme le montre l’adresse qu’il présente à l’Assemblée en juillet 1792, « tendant à déclarer libres et indépendants et délivrer de tout joug monacal les individus qui composent les collèges ». Sous le Directoire, il est nommé directeur au Prytanée français.
En 1798, il achète les terrains du collège Sainte-Barbe et reconstitue l'établissement qu'il dirige ensuite jusqu'à sa mort. En 1880, la rue Saint-Hilaire, voisine du collège Sainte-Barbe, est renommée rue de Lanneau en son hommage.